# GO!GO!7188
GO!GO!7188 (Go Go Nana Ichi Hachi Hachi) fue una banda japonesa de rock.

## Historia
Después de haber cursado el primer año de secundaria, Nakashima Yumi (Yuu) nacida un 1/12/1979 
en la prefectura Kagoshima decide que es tiempo de formar su banda de rock. Junto con otras cuatro 
compañera entre ellas Hamada Akiko (Akko 13/2/1980), forman JellyFish (junio de 1998), pero después de graduarse tres de las chicas deciden dejar la banda, quedando solo Yuu & Akko. Ellas deciden llamar al baterista Turkey (10-7-1973) a quien conocían de la primaria. Con Turkey como nuevo baterista se renombran GO!GO!7188 (go go nana ichi hachi hachi).
En el año 2000 la banda realiza su debut en Tokio bajo la firma de TOSHIBA EMI. Hasta la fecha la banda sacó once álbumes y 13 sencillos.
En los meses de marzo y agosto del 2007 la banda realizó su primera gira en Estados Unidos, hasta la fecha el tour más lejano de Japón que se haya llevado a cabo. El tour se llamó American Tour Digest.
El 10 de febrero de 2012 la banda anunció su disolución
Actualmente Yuu y Akko llevan a cabo proyectos paralelos a la banda. Además en abril del 2008 se dio a conocer una de sus canciones en "Itazura na Kiss" (en su versión anime) utilizada como ending la cual se titula "Kataomoi Fighter".

## Discografía

### Álbumes
1. Dasoku Hokou (蛇足歩行), 2000
2. Gyotaku(魚磔), 2001
3. Tora no Ana (虎の穴), 2002
4. Tategami (鬣), 2003
5. Kyu Ni Ichi Jiken (九・二一事件), 2003
6. Ryuuzetsuran (竜舌蘭), 2004
7. Gonbuto Nippon Budōkan (Kanzen-ban) (ごんぶとツアー日本武道館(完全版)), 2005
8. Best of GO!GO! (ベスト オブ ゴー！ゴー！), 2006
9. Parade (パレード), 2006
10. 569 (ゴーロック, “Go Rock”), 2007
11. Tora no Ana 2 (虎の穴 2), 2008
12. Antenna (アンテナ), 2009
13. Go!GO!GO!Go!, 2010

### Singles
1. Taiyou (太陽), 2000
2. Jet Ninjin (ジェットにんぢん), 2000
3. Koi no Uta (こいのうた), 2000
4. Mushi '98 (むし'98), 2000
5. Dotanba de Cancel (ドタン場でキャンセル), 2001
6. Aa Seishun (あぁ青春), 2001
7. C7, 2001
8. Ukifune (浮舟) 2002
9. Tane (種), 2003
10. Ruriiro (瑠璃色), 2003
11. Aoi Kiretsu (青い亀裂), 2004
12. Kinkyori Ren'ai (近距離恋愛), 2006
13. Manatsu no DANCE HALL / I'M LUCKY GIRL / Dekimono, 2007
14. Kataomoi Fighter (片思いファイター), 2008)

## Radio
- GO!GO!SAKURAJIMA (2000)
- GO!GO!7188's allnightnippon-r (2000-2001)
- GO!GO!7188's BeiBeiKin (2004)
- GO!GO!7188's BeiBeiKin 1/2 (2005)
- GO!GO!7188's BeiBeiSui 1/2 (2005-Actualidad)